# Hydra (gmina)
Hydra (gr. Δήμος Ύδρας, Dimos Idras) – gmina w Grecji, w administracji zdecentralizowanej Attyka, w regionie Attyka, w jednostce regionalnej Wyspy. Siedzibą gminy jest Hydra. W jej skład wchodzi między innymi wyspa Hydra. W 2011 roku liczyła 1966 mieszkańców.